# Organização extraparlamentar
Organizações extraparlamentares são grupos e movimentos políticos que atuam fora do sistema político institucionalizado e rejeitam o conceito de representação parlamentar, nos moldes vigentes nos sistemas democráticos ocidentais, considerando-o ineficaz para resolver os problemas da sociedade.
Sua estratégia baseia-se na ação política direta, visando promover transformações políticas, através da participação e do envolvimento das massas, sem a intermediação dos partidos políticos. Em geral, organizações extraparlamentares, tanto de direita quanto de esquerda, são formações radicais, de vocação revolucionária.
Algumas dessas organizações consideram o parlamento como instrumento da burguesia destinado a enfraquecer a iniciativa política popular. Algumas dessas formações pregam o confronto violento com a autoridade e adversários políticos, inclusive com recurso à luta armada